# SN 2005ik
SN 2005ik – supernowa typu Ia odkryta 23 października 2005 roku w galaktyce A213115-0103. W momencie odkrycia miała maksymalną jasność 22,20m.